# Madonna col Bambino benedicente (Giovanni Bellini Venezia)
La Madonna col Bambino benedicente o Madonna del pollice è un dipinto del pittore veneziano Giovanni Bellini realizzato circa nel 1475-1479 e conservato nelle Gallerie dell'Accademia a Venezia. Originalmente il dipinto era collocato negli uffici del Magistrato del Monte Nuovissimo al Palazzo dei Camerlinghi a Venezia, ora ospitata presso la Civica Pinacoteca di Cento (FE).

## Descrizione e stile
Il dipinto ha per soggetto la Madonna, in mezza figura, mentre abbraccia e sostiene Gesù Bambino, sopra un basamento alzato, in piedi scalzo e leggermente piegato a destra. La posizione dalla mano sinistra della Madonna ha il pollice alzato e il Bambino, con la mano sinistra lo tiene, mentre con il braccio sinistro, mezzo alzato, benedice.
La Madonna indossa un vestito-mantello blu scuro con sotto una sottoveste rosacea che appare nelle maniche e copre il ventre; sopra i capelli ha un velo coperto a sua volta del mantello. 
Il Bambino presenta un vestito di colore verde con ricamo attorno al collo con bottoni su chiusura. Attorno posizione mezza figura ha una cinghia o spago ed è avvolto da un panno giallo.
Entrambe le figure hanno un'aureola lucente nella testa. La luce prevale nei due volti, nel Bambino appoggiato sul basamento, nella parte rosacea e nei lineamenti del vestito-mantello blu della Madonna; lo sfondo si presenta scuro.